# Lelkouni
Lelkouni (Podargiformes) jsou řád soumračných až nočních ptáků, jehož zástupci jsou rozšíření v indomalajské a australské oblasti. Zahrnují pouze jedinou čeleď lelkounovití (Podargidae).

## Evoluce
Lelkouni vznikli pravděpodobně v průběhu paleogénu (starších třetihor) a prodělali největší diverzifikaci v průběhu oligocénu (před 33 až 23 miliony let).

## Popis
Žijí nočním životem, přes den se skrývají v dutinách, pomáhá jim v tom ochranné šedohnědé zbarvení. Dosahují délky od 25 do 55 cm. Jsou všežraví, většinu jídelníčku tvoří hmyz a drobní obratlovci. Zobák mají zahnutý a dokáží ho otevřít hodně zeširoka, což jim dalo název v některých jazycích: latinsky batrachostomus, anglicky frogmouth, tedy „žabí ústa“.
V roce 2007 byl na Šalomounových ostrovech uloven nový druh lelkouna Rigidipenna inexpectata.

## Systematika
K roku 2022 se rozeznávaly následují druhy:

### RodBatrachostomus
- Batrachostomus auritus (lelkoun ušatý)
- Batrachostomus harterti (lelkoun Hartertův)
- Batrachostomus septimus (lelkoun filipínský)
- Batrachostomus stellatus (lelkoun pralesní)
- Batrachostomus moniliger (lelkoun srílanský)
- Batrachostomus mixtus (lelkoun bornejský)
- Batrachostomus hodgsoni (lelkoun dlouhoocasý)
- Batrachostomus affinis
- Batrachostomus chaseni
- Batrachostomus poliolophus (lelkoun krátkoocasý)
- Batrachostomus javensis (lelkoun tečkovaný)
- Batrachostomus cornutus (lelkoun sundský)

### RodPodargus
- Podargus strigoides (lelkoun soví)
- Podargus ocellatus (lelkoun mramorovaný)
- Podargus papuensis (lelkoun papuánský)

### RodRigidipenna
- Rigidipenna inexpectata